# Кубок Чернігівської області з футболу 2008
Кубок Чернігівської області з футболу 2008 — 60-й розіграш Кубка Чернігівської області з футболу.
На всіх етапах турніру, окрім фіналу, зустрічі команд складаються з одного матчу.

## Учасники
В цьому розіграші Кубку узяли участь 16 клубів.
| - «Авангард» (Корюківка) - ФК «Борзна» (Борзна) - «Десна-2» (Чернігів) - «Дружба-Нова» (Варва) - «Еліткартопля» (Седнів) - «Єдність-2» (Плиски) - «Колос» (Мена) - «Надія» (Ічня) - ФК «Ніжин» (Ніжин) - «Полісся» (Добрянка) - «Полісся» (Куликівка) - «Придесення» (Козелець) - «Ревна» (Семенівка) - «Славутич» (Славутич) - ФК «Сосниця» (Сосниця) - «Шина» (Чернігів) |

## 1/8 фіналу
| Команда 1               | Команда 2              | Рахунок |
| ----------------------- | ---------------------- | ------- |
| «Полісся» (Куликівка)   | «Полісся» (Добрянка)   | 0:2     |
| «Надія» (Ічня)          | «Дружба-Нова» (Варва)  | 2:1     |
| «Придесення» (Козелець) | ФК «Ніжин» (Ніжин)     | 0:3     |
| «Еліткартопля» (Седнів) | «Славутич» (Славутич)  | 2:1     |
| ФК «Борзна» (Борзна)    | «Єдність-2» (Плиски)   | 0:5     |
| «Шина» (Чернігів)       | «Ревна» (Семенівка)    | 1:3     |
| «Колос» (Мена)          | «Десна-2» (Чернігів)   | 1:9     |
| ФК «Сосниця» (Сосниця)  | «Авангард» (Корюківка) | 1:7     |

## 1/4 фіналу
| Команда 1            | Команда 2               | Рахунок |
| -------------------- | ----------------------- | ------- |
| «Полісся» (Добрянка) | «Надія» (Ічня)          | 2:1     |
| ФК «Ніжин» (Ніжин)   | «Еліткартопля» (Седнів) | 2:1     |
| «Єдність-2» (Плиски) | «Ревна» (Семенівка)     | 3:0     |
| «Десна-2» (Чернігів) | «Авангард» (Корюківка)  | 2:4     |

## 1/2 фіналу
| Команда 1            | Команда 2              | Рахунок    |
| -------------------- | ---------------------- | ---------- |
| «Полісся» (Добрянка) | ФК «Ніжин» (Ніжин)     | 3:1        |
| «Єдність-2» (Плиски) | «Авангард» (Корюківка) | 1:0 (д.ч.) |

## Фінал
| Команда 1            | Заг. | Команда 2            | 1-й матч | 2-й матч |
| -------------------- | ---- | -------------------- | -------- | -------- |
| «Полісся» (Добрянка) | 3:3  | «Єдність-2» (Плиски) | 2:2      | 1:1      |

прим. клуб «Єдність-2» став володарем кубка завдяки більшій кількості м'ячі забитих на чужому полі.